# Brian Oliván
Brian Oliván Herrero (ur. 1 kwietnia 1994 w Barcelonie) – hiszpański piłkarz występujący na pozycji obrońcy w hiszapańskim klubie RCD Espanyol.